# Slinná žláza
Slinná žláza (latinsky: glandula salivaria) je exokrinní žláza dutiny ústní, která vylučuje sekret – slinu (saliva). Sliny zvlhčují dutinu ústní, obalují přijímanou potravu, čímž usnadňují polykání, a obsahují enzymy, které natráví potravu (amylázy).

## Rozdělení
- Podle charakteru vylučovaných slin se dělí na: serózní - produkující vodnatý sekret, mucinózní – produkující hlenovitý sekret, a smíšené,

- Podle velikosti je dělíme na velké a malé slinné žlázy.

## Struktura žláz
Slinné žlázy jsou lalůčkovité orgány, od okolních tkání oddělené tenkým vazivovým obalem. Základní strukturou je tzv. acinus, malý shluk buněk, které produkují sekret do jednoho vývodu.

## Slinné žlázy člověka

### Velké slinné žlázy
Jsou to velké útvary uložené pod sliznicí nebo i v podkoží a mezi svaly, mnohdy i relativně daleko od ústní dutiny, kam ústí dlouhými vývody.
Člověk má tři velké párové slinné žlázy:
- Příušní žláza (gl. parotis)
- Podjazyková žláza (gl. sublingualis )
- Podčelistní žláza (gl. submandibularis)

### Malé slinné žlázy
Kromě toho se v ústní dutině nachází množství malých slinných žláz, které jsou umístěné v podslizničním vazivu ústní dutiny.
Jsou to:
- Pyskové žlázy (gll. labiales)
- Tvářové žlázy (gll. buccales)
- Stoličkové žlázy (gll. molares)
- Patrové žlázy (gll. palatinae)
- Jazykové žlázy (gll. linguales)
- Ebnerovy žlázy (gll. gustatoriae)

## Slinné žlázy domácích savců
V podstatě se neliší od slinných žláz člověka. U zvířat rozlišujeme dva druhy podjazykových slinných žláz, žlázy s jedním a s více vývody.
- U šelem tvoří tvářové žlázy žlázu jařmovou.

- U kozy a ovce pod jazyk ústí glandulae paracarunculares.

## Slinné žlázy ptáků
- Do ústní dutiny ptáků ústí velké množství žláz. Jejich sekret je mucinózní, hlenovitý, sliny ptáků neobsahují trávicí enzymy. Sliny obalují suchou potravu, někteří ptáci používají sliny k lepení svých hnízd. U vodních ptáků jsou slinné žlázy zakrnělé.

## Onemocnění slinných žláz
- Nádory slinných žláz (např. rakovina příušní slinné žlázy etc.)
- Zánět slinných žláz